# Arquitectura naval

Plan de voilure de los tres-mástiles cuadrado escocés Balclutha de 1886

y plan de forma del mismo velero, dibujos por Mark Starr (2000)

La arquitectura naval es el arte de concebir estructuras capaces de navegar por mar o en los ríos y lagos, que pueden desplazarse sobre el agua y bajo el agua, es decir haciendo referencia principalmente a todos los tipos de barcos y naves.
En su concepción moderna, la arquitectura naval levanta dos grandes dominios: la Arquitectura y la Ingeniería.
También se refiere al campo de todo el conocimiento del arte del diseño realizado por arquitectos navales y la construcción en los astilleros de estos medios de navegación. 
El hombre ha imaginado y creado dispositivos que le permiten navegar por el elemento líquido desde los albores de la humanidad, pero la definición de arquitectura naval para esta actividad tan antigua solo data del siglo XVII, cuando comenzamos a recopilar el conocimiento de los artefactos náuticos. 

## Trabajo del Arquitecto
Un arquitecto naval debe diseñar una nave (buque, barco, embarcación de vela, plataforma petrolífera, submarino ...) que debe cumplir con unas especificaciones. Por ejemplo: 
- ser capaz de llevar una carga determinada: X mil toneladas de tal mineral o Y pasajeros,
- ser capaz de hacer un viaje determinado en un tiempo dado;
- respetar unos presupuestos de fabricación y explotación dados,
- tener la seguridad:

Cumplir con la normativa vigente.
Resiste condiciones normales y accidentales de operación ( tormentas, etc.) ).
Llegar a un compromiso entre un gran número de restricciones técnicas y reglamentarias es la esencia misma de la arquitectura naval.

## Pasos típicos
En primer lugar, el armador presenta sus especificaciones al arquitecto. Las especificaciones pueden ser muy detalladas, por ejemplo, al elegir la marca del motor, o por el contrario, muy sucintas (una carretera, una velocidad, una capacidad). 
De este modo, el arquitecto puede crear un boceto, dando algunas dimensiones, una silueta general, a veces capacidades. Para esto, generalmente utiliza los datos existentes en embarcaciones similares, así como sus propios logros pasados. 
Si el propietario del buque está satisfecho, el arquitecto pasa al anteproyecto, que fijará las dimensiones, el diseño general de los volúmenes, los materiales utilizados y dará una estimación del precio total. En este nivel, el propietario todavía puede intervenir, pero rara vez en la etapa del proyecto en sí. Desde esta primera etapa, interviene la parte reguladora (bandera del barco, sociedad de clasificación elegida ...) de manera decisiva. El trío arquitecto / armador / sociedad de clasificación debe funcionar bien. 
El arquitecto finalmente va al proyecto en sí, que tiene como objetivo producir planes suficientemente detallados para la construcción. También es durante esta fase que el arquitecto verifica la conformidad del proyecto con los reglamentos y las normas de seguridad . Las regulaciones nacionales y las recomendaciones de las sociedades de clasificación guían con precisión los detalles del diseño, así como los aspectos generales. En muchos casos, el arquitecto se basará en firmas consultoras especializadas, en el sitio de construcción o en los proveedores para llevar a cabo los estudios específicos (cálculos de estabilidad, cálculos estructurales, seguridad contra incendios, optimización de las formas del casco para reducir el impacto). Consumo, motor y hélices ...). 
Hoy en día, para la construcción de grandes buques (buques de línea, petroleros ...), los astilleros son compañías muy grandes cuyo arquitecto es a menudo un empleado que actúa como un gerente de proyecto. 

## Elementos de un proyecto
El proyecto terminado consta de una serie de planos y documentos.: 
- Un plano de formas, que representa la forma exterior de la nave en tres dimensiones, así como sus dimensiones principales;
- Un plan general, que detalla todas las áreas de la nave (la disposición de búnkeres, bodegas, tanques), la ubicación de las cabinas y áreas de navegación, el diseño de la maquinaria, etc. ;
- Planos de construcción, incluido el muestreo, el grosor de los materiales necesarios para la construcción y el detalle de las áreas particulares (timón, maquinaria, etc.);
- Una especificación general, documento que detalla todos los componentes de la nave.: tipo de material, modelo de motor, peso de pintura, etc.

Además, un proyecto podrá también incluir los elementos siguientes:
- Diferentes esquemas: circuitos eléctricos, ventilación, circuitos de control;
- Especificaciones específicas, por ejemplo, calibre, índice de freeboard, registro de estabilidad.

## Aspectos a tratar
El proyecto de un buque tiene que tener en cuenta diferentes elementos imprescindibles:
- Flotación e inclinación: la nave debe flotar en sus líneas (o, para un submarino, poder mantener su inmersión);
- hidrostático: Estabilidad en estado intacto (¿puede volcar la nave?), ¿Después del daño (qué espacios son invasivos? );
- hidrodinámica: la nave moviéndose en el fluido. Cálculos de arrastre y potencia, (bulbo arco, sentadilla)
- Evacuación: en caso de daños graves, ¿cómo evacuar a la tripulación y los pasajeros?
- Estructura: ¿Cómo hacer una embarcación tanto ligera como fuerte?
- Medio ambiente: Contaminación, olas, hielo...
- Energía y propulsión
- Maniobrabilidad
- Celebrado en el mar
- Costo: construcción, mantenimiento y explotación.
- Normativa nacional e internacional.
- Funciones especiales de la nave.

## Herramientas
Los arquitectos navales utilizan actualmente herramientas informáticas: CAD / CAM, incluidos los programas especializados (cálculo de peso y balance, cálculos de casco, cálculos de estabilidad, cálculos estructurales y restricciones ...). 
Por ejemplo, para la parte hidrodinámica naval del bucle del barco, el arquitecto naval cuenta con herramientas CFD (dinámica de fluidos computacional) cada vez más eficientes, con el modelado cada vez más complejo ( Flujo inestable de Navier-Stokes con superficie libre). ), que le permiten elegir entre docenas de formas de barcos que corresponderán a sus especificaciones. Este formulario será luego, en su mayoría para proyectos de barcos grandes (barco de línea, velero de carrera, buque militar, de investigación, comercial, de pesca), y se probará a pequeña escala en tanques de prueba de casco para confirmar Predicciones de cálculos numéricos. 

## Naves de guerra y naves mercantes
El sistema de construcción de forro primero, basado en los machihembrados fenicios y complementado por un refuerzo de cuerdas para resistir los esfuerzos longitudinales, permitió la construcción de naves relativamente grandes a partir de piezas de madera de dimensiones limitadas. Fenicios, cartagineses, griegos, romanos y bizantinos (y algunos otros) dispusieran de barcos de guerra y de naves mercantes relativamente similares.
Un resumen simplificado de este largo período se puede presentar a partir del trirreme griego y de la navis Oner romana.

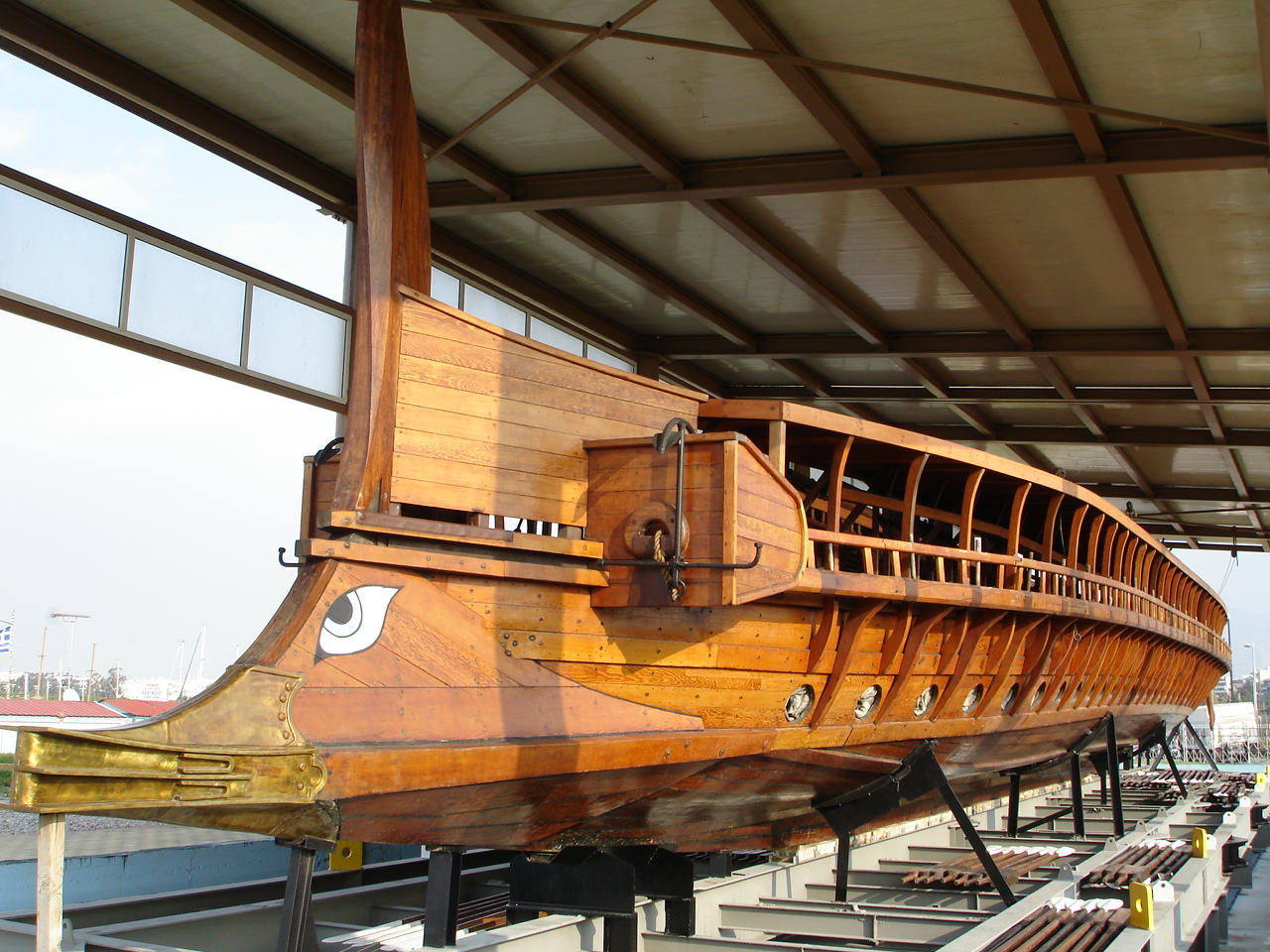
Olympias. Reconstrucción moderna de una trirreme griega.
Disposición de los remeros en un trirreme griego. Véase la parexeiresías, a modo de balcón que se proyecta desde la cubierta, y los ángulos de los remos.
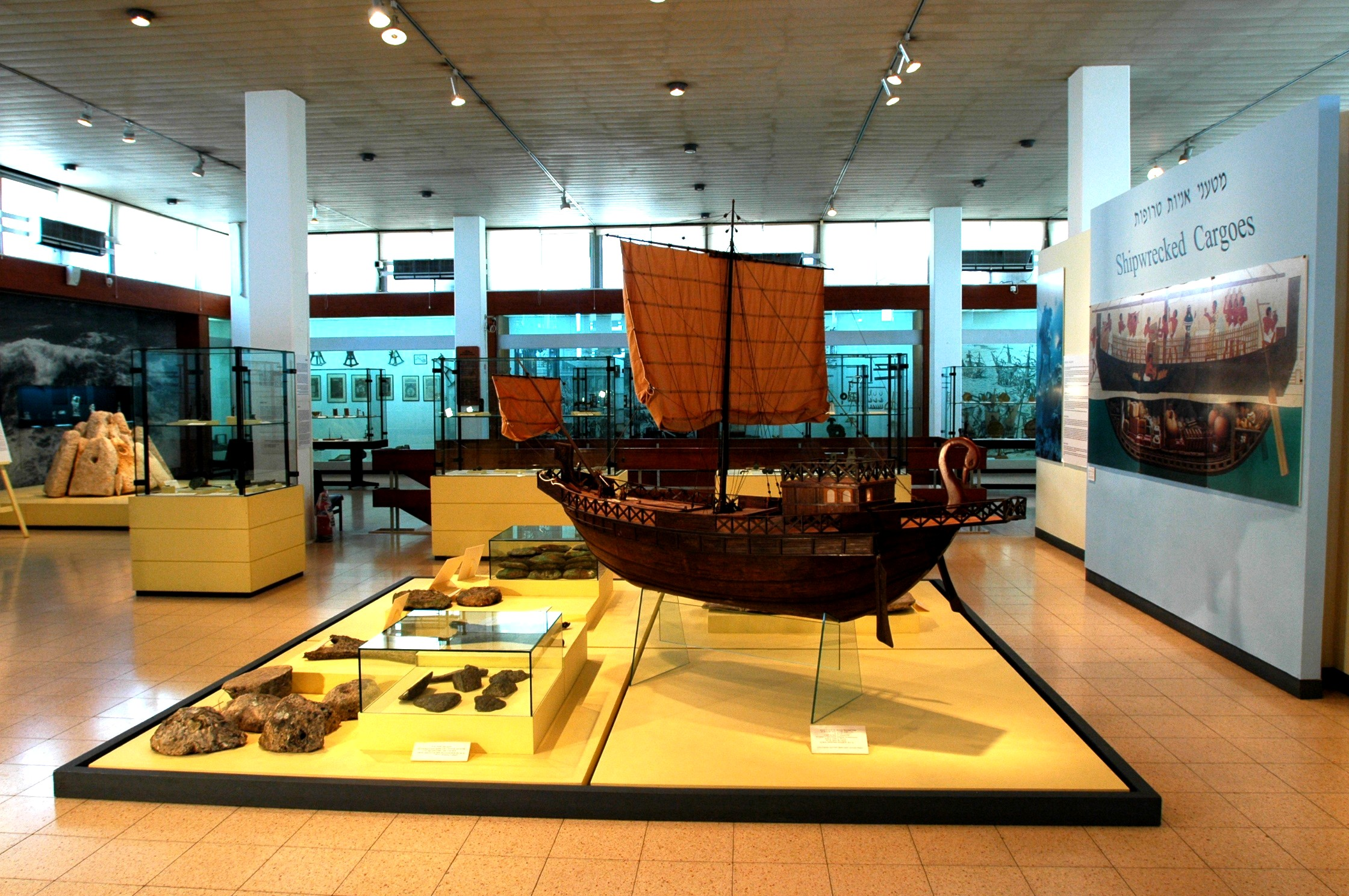
Modelo de nave romana de carga. Israeli National Maritime Museum, Haifa.
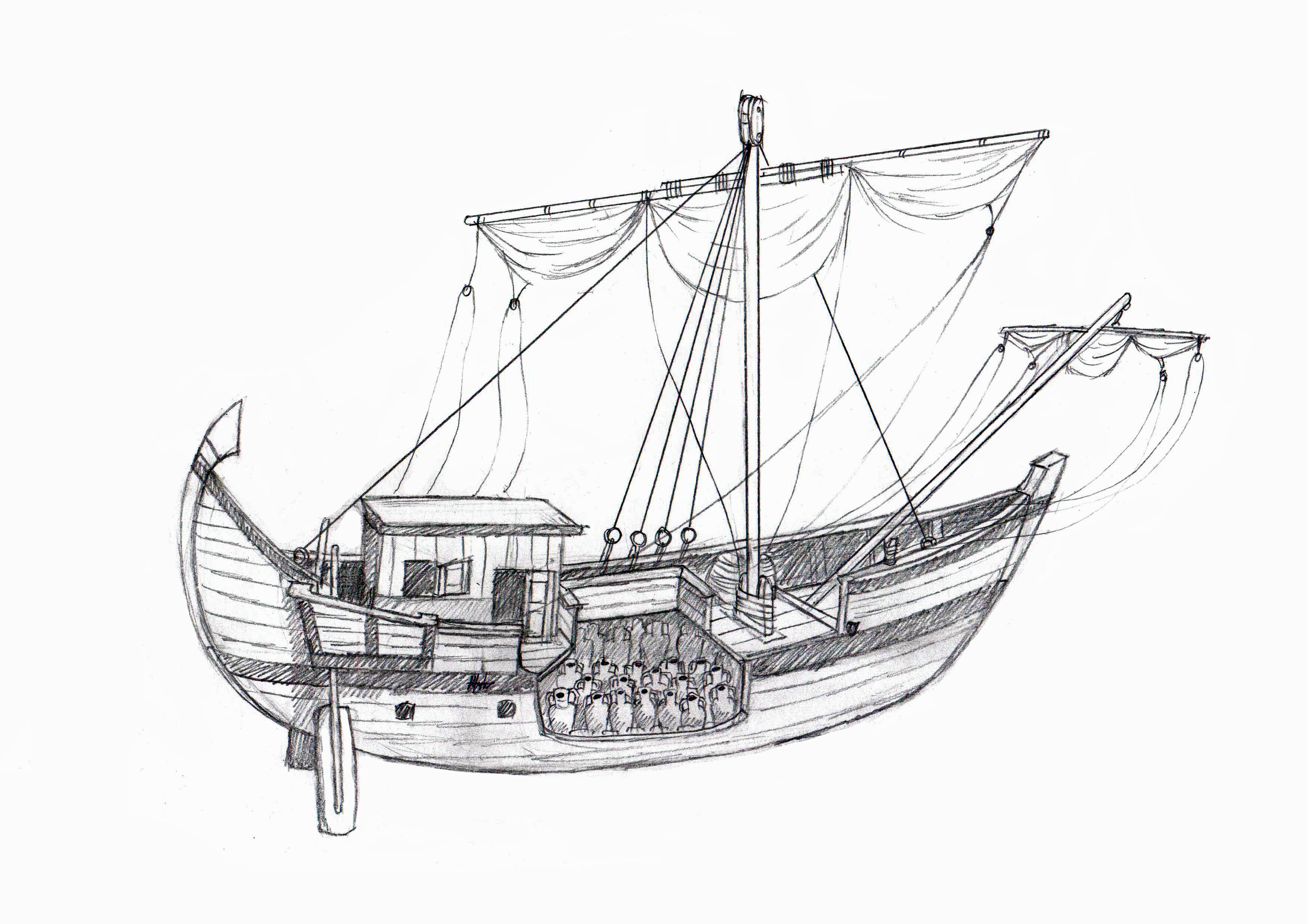
Croquis de un buque mercante romano.

### Ejemplos de barcos concretos
- Páralo, Salaminia
- Isis (barco)

## Barcos medievales

Disposición de tracas tingladas (izquierda) y yuxtapuestas (derecha).

Las dos variantes más importantes de la construcción naval medieval hacen referencia a la construcción de los cascos. Atendiendo al aspecto cuantitativo hay dos sistemas predominantes: cascos con forro tinglado y cascos con forro liso (formado por planchas yuxtapuestas sobre una estructura de cuadernas).

### Forro trincado
Sin tener en cuenta las excepciones, el forro trincado se usaba a las costas del mar Báltico y del océano Atlántico.

### Forro liso
El forro designado como liso (en este artículo) resume el sistema típico de construcción de barcos en el área mediterránea. Primeramente se construía una estructura o esqueleto (formado por la quilla, la rueda de proa, el codaste y las cuadernas) y se forraba con planchas yuxtapuestas. Las planchas se orientaban en sentido longitudinal y en posición horizontal. La superficie exterior -a diferencia del caso anterior de forro tinglat- presentaba un aspecto liso.

### Distribución geográfica
A grandes rasgos, hacia el siglo XV la construcción tinglada predominaba al Atlántico hasta Lisboa. La construcción lisa se usaba en todo el Mediterráneo y llegaba, continuando por el Atlántico, hasta Lisboa.

### Barcos predominantes
De manera parecida a las épocas anteriores, los barcos medievales pueden clasificarse en tres grupos:
- embarcaciones menores, de pesca y cabotaje
- naves de guerra de vela y remos
  - galera
  - galeota
  - tarida
- naves de guerra y mercantes propulsadas a vela
  - torta
  - nave[1]
  - carabela

### Ejemplos concretos
- 1204. Nave pisana corsaria con 500 combatientes.[2]
  - Llamada Leopardo fue vencida por la nave genovesa carrocería. [3]
- 1205. Nave veneciana con 900 hombres armados.[4]
  - Dos naves venecianas.[5]
    - Il Falcone
    - La Rosa.
- Pedro el Grande encarga a Ramon Marquet la pintura de barcas y galeras, en varios colores.[6]

Petrus Dei gratia, Rex Aragonum, fideli suo Raymundo Marcheti salutem et gratiam: Manam vos que fasats pintar les Galees et les Barches de les Galees so es á saber; les dues Galees blanques et dues bermeles, et dues grogues, et dues berts, et dues blaves, et dues seyal de Barchelona, e puys sobre tot lo pint aya Escuts Reyals en cascuna Galea et Barca. En cara manam que la Nau que fo den Vilar et una Barcha de Sanert que hom hi fassa sien pintes á senyal Reyal...
Marina Espanola de la Edad Media. F. Javier de Salas.

- 1313. Coca San Clemente
- 1417. Nave corsaria catalana de 900 barricas y 500 hombres.[7][8][9][10]
- 1435. En la Batalla de Ponza (1435) algunas naves tuvieron un papel importante.[11]
  - Según algunos cronistas italianos, el rey Alfonso el Magnánimo iba en una nave muy grande llamada la Magnani o Campo Retondo. Probablemente se trata de la gran nave mencionada por Melchor Miralles en 1419, propiedad de Campredó.[12]
- 1458. Según la crónica del francés Enguerrand de Monstrelet, el Magnànim tenía una nave muy grande. La nave embarrancó y se destruyó justo a la muerte del rey.[13]
- 1490-97. Negrón, nave genovesa de 4000 barricas.[14]

## Astilleros medievales y métodos de construcción
Muchas ciudades medievales disponían de astilleros estables para construir barcos con regularidad. Son famosos los casos de Venecia, Ragusa, Pisa, Génova,. . . En nuestras costas: Mallorca, Valencia, Tortosa, Barcelona ,. . .
- En ciertas ciudades los barcos podían construirse bajo tejado.
- Había que asegurar el suministro de maderas adecuadas, la producción de cuerdas (de cáñamo), de velas (de cañamazo o algodón), de remos, de pegamento para calafatear ,. . .
- Había que disponer de una multitud de artesanos cualificados. Principalmente de carpinteros de ribera. Considerando todos los trabajadores implicados había que contar unos cuantos miles por astillero.
- Sólo los mejores carpinteros de ribera podían dirigir la construcción de una galera, una nave u otro tipo de barco. El sistema de construcción era secreto, a partir de gálibos y sistemas de trazado de todo el casco que pasaban de padres a hijos.

## La arquitectura naval entre los años 1500 y 1800
Los rasgos a destacar de este largo periodo podrían ser muchos. La tendencia general fue la de construir barcos más grandes, más pesados y reforzados, con capacidad de resistir la artillería (la propia y la del enemigo) y los largos viajes oceánicos.

### Marina de guerra

#### Barcos de vela y remos
- Galera . Más reforzada que la galera medieval. Con artillería de pólvora. Remeros a la galotxa.
  - La Reale (1694). Galera francesa.
- galeazas
- bergantín
  - Los bergantines antiguos eran más pequeños que las galeotas
- fragata
  - Las fragatas antiguas eran más pequeñas que los bergantines antiguos.

#### Barcos de vela
- Carabela
- nave
- Carraca
- Galeón
- Navío de línea
- bergantín
  - Los bergantines de vela se definían a partir de su aparato (dos árboles de tres piezas con velas cantos). Pasaron designar barcos más pequeños que las fragatas de vela.
- Fragata
  - Las fragatas de vela se definían por su aparato (tres árboles de tres piezas, con velas cantos)

## Marina mercante
A partir del siglo XVI una parte significativa del comercio con barcos mercantes se basaba en las importaciones y exportaciones de los varios imperios con sus colonias americanas, africanas, de la costa índica o del Pacífico.

#### Imperio portugués
Los portugueses empraren carabelas, galions y carraques (naos de carreira da India). Las carraques de Portugal eran de grandes dimensiones.
- Copiando las técnicas orientales, las naves portuguesas transportaban el agua potable en tanques formando cuerpo con el barco.

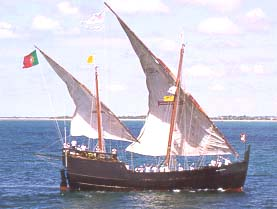
Carabela latina Boa Esperanza
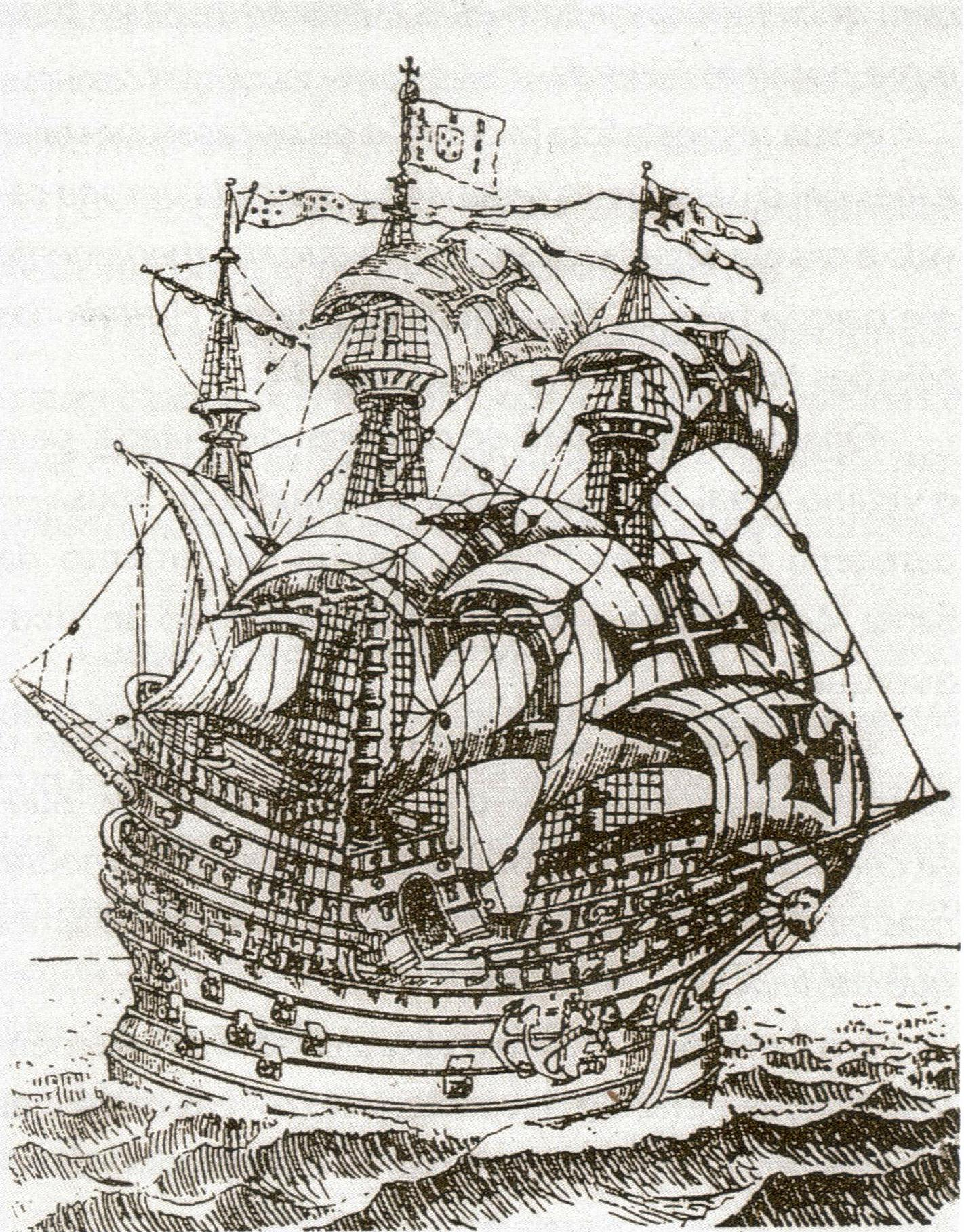
Galeón Frol del mar
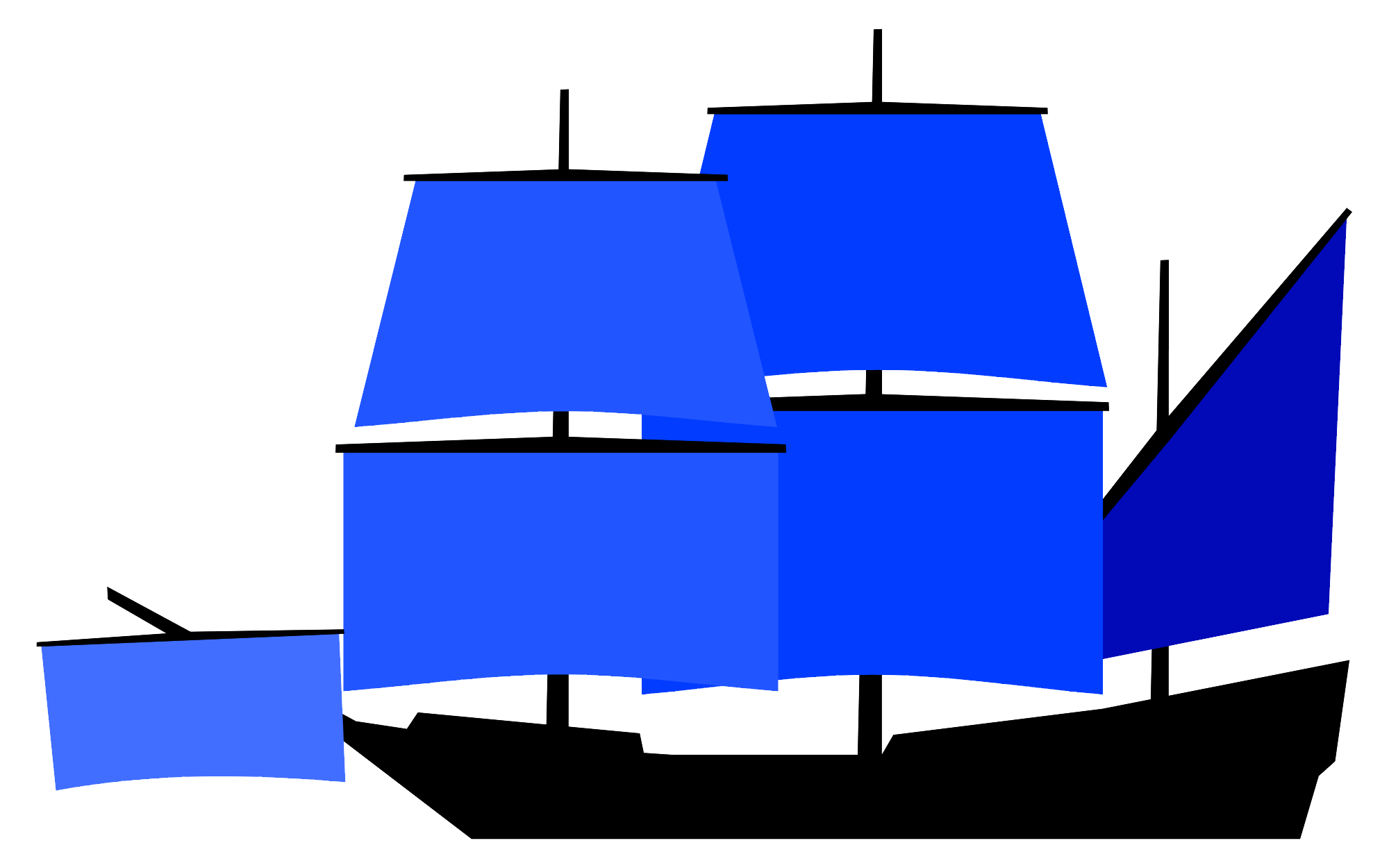
Aparato de un barcos de tres árboles del siglo XVI
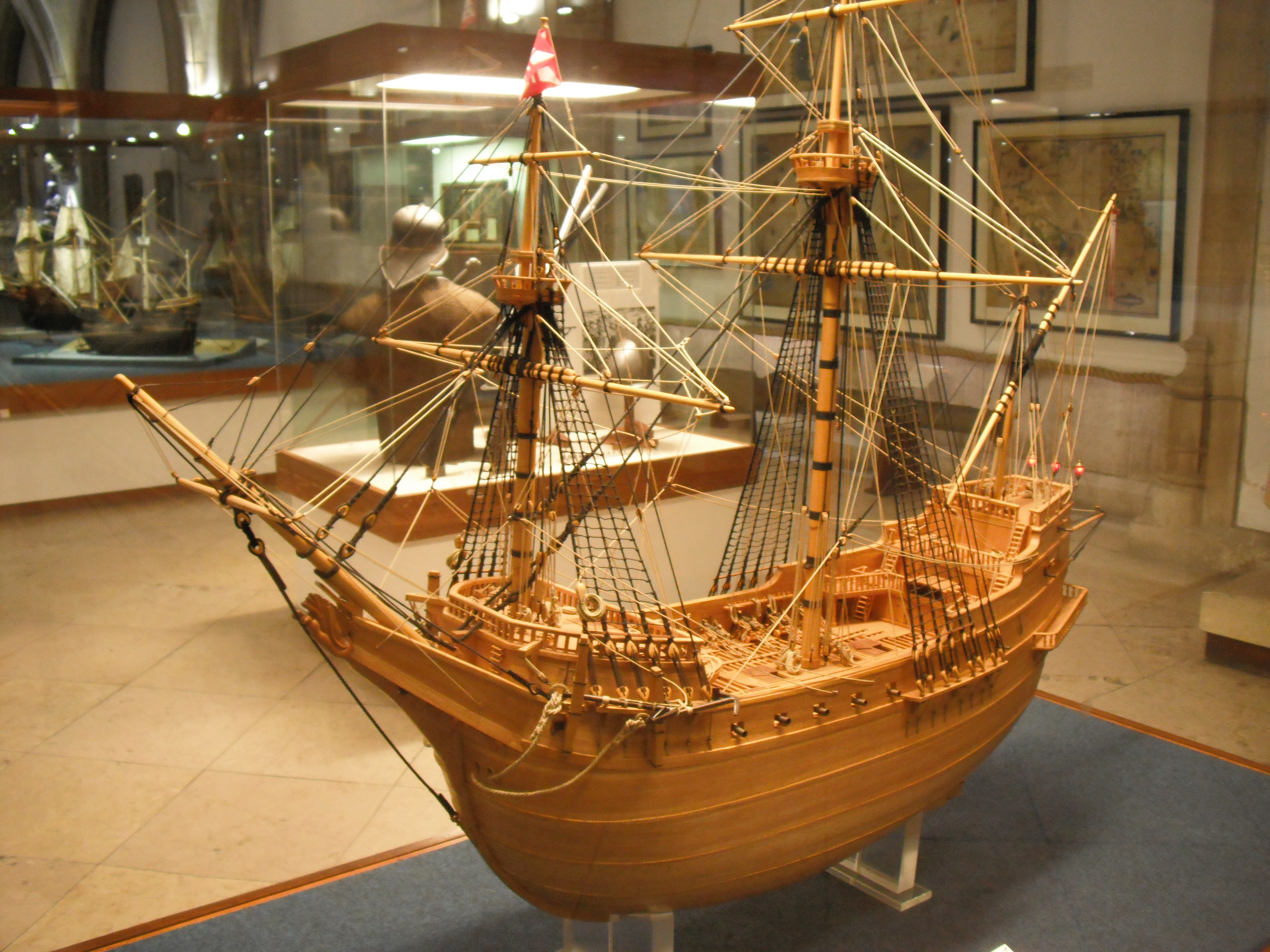
Carraca Madre de Deus

- 1501. La Charente. [15]
- 1507. La nave musulmana Mogarbina (probablemente con el sentido de magrebíes) fue capturada por los caballeros hospitalarios de Rodas y rebautizada Santa María. [16][17]
- 1511. Great Michael (Escocia).[18]
- 1514. Henry Grace à Dieu
- 1527. La Grande Françoise. [19][20]
- 1568. Galera Real de Juan de Austria
- 1588. Naufragio de la nave Juliana a las costas de Irlanda. Se trataba de una nave mercante de Mataró que fue requisada en Lisboa para integrarse en la Armada Invencible. Los propietarios nunca fueron indemnizados.[21][22][23]
- 1589. Madre de Deus. Gran nave o carraca portuguesa varada en Lisboa.
- 1627. Vasa (barco)
- 1694. Galera francesa La Reale
- 1765. HMS Victory

## La carrera por la velocidad

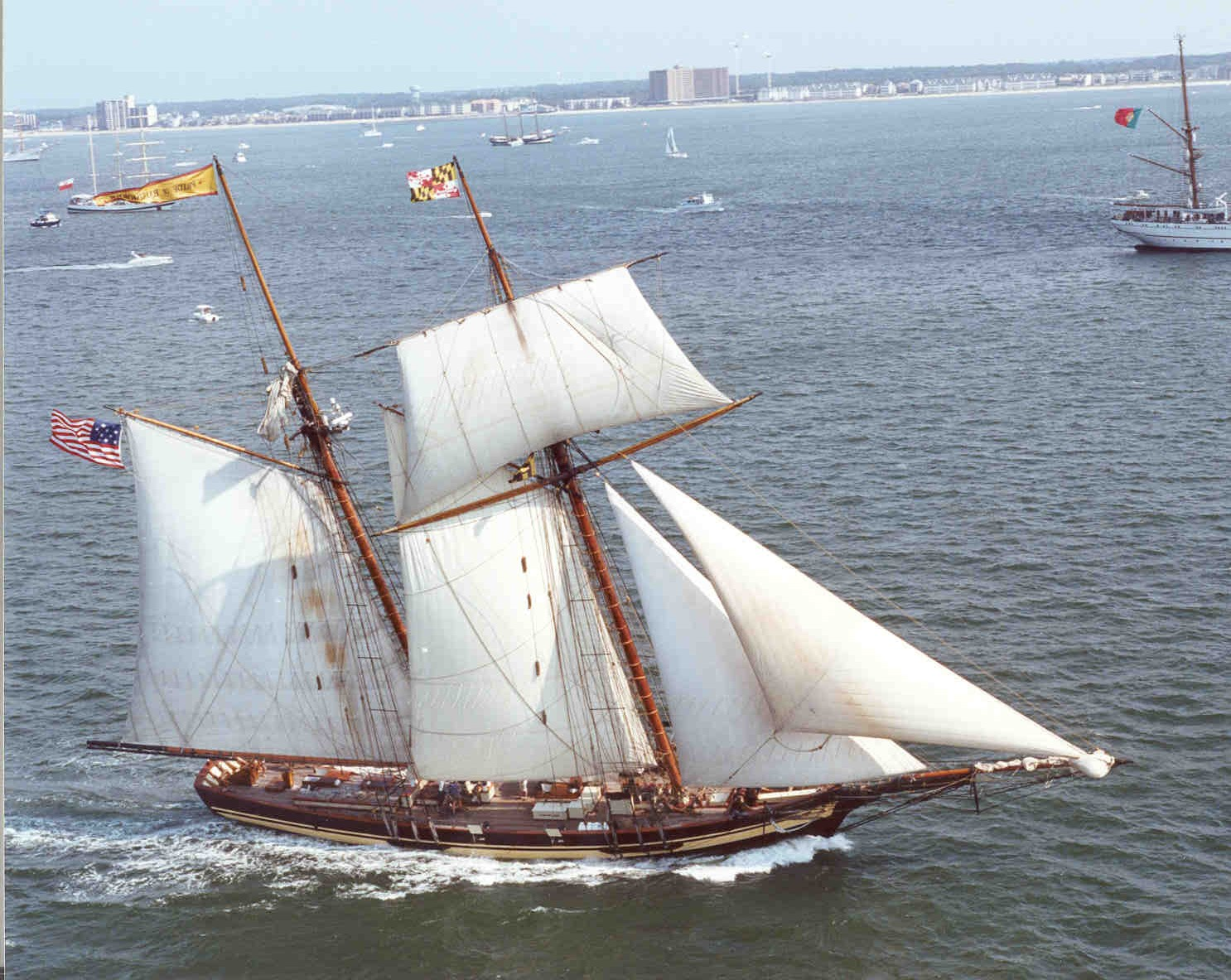
Pride of Baltimore II. Reproducción de un famoso barco corsario.

La velocidad de los barcos propulsados a vela siempre había sido considerada importante, pero nunca se había procurado buscarla por todos los medios posibles. Un velero resultaba veloz casi por casualidad, pero los carpinteros de ribera no sabían construir otro similar. La Guerra anglo-estadounidense de 1812-1815 fue el detonante que inició una verdadera carrera en busca de la velocidad. Los barcos corsarios americanos, a menudo con armadores y capitanes franceses, demostraron que un barco rápido podía capturar muchas tomas y recuperar el capital invertido de manera rápida.

### Los clippers
Los primeros clípers eran de madera con la obra viva forrada de plancha de cobre o de metal Muntz . Algunos clípers famosos se construyeron con el sistema compuesto (cuadernas de hierro forjado industrial, quilla y ruedas de madera, y forro de madera. En pocos años todo el casco fue de plancha de acero. E incluso los machos de los árboles se fabricaron de hierro forjado en forma tubular.

## Construcción de barcos metálicos

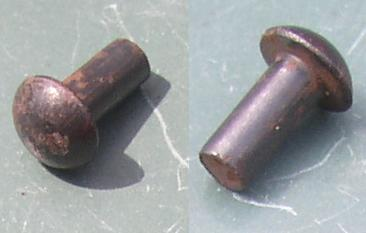
Remaches macizos

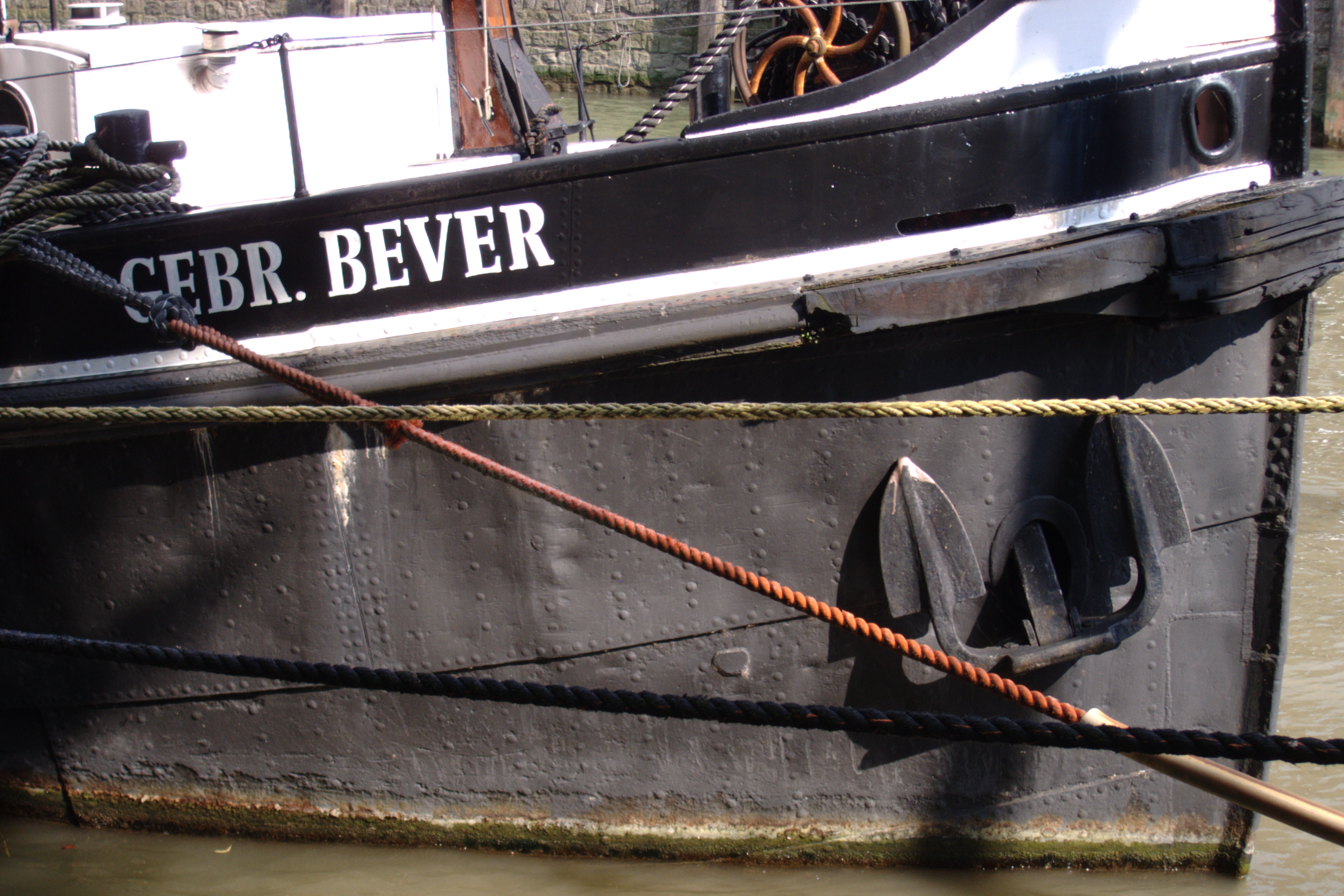
casco de construcción remachada. Con remaches visibles, proyectando las cabezas remachadas hacia el exterior.

La primera embarcación con el casco completamente de hierro fue la gabarra Vulcan, en 1819. Las planchas, de hierro forjado industrial (wrought iron en inglés), fueron forjadas manualmente. Aún no existían las máquinas laminadoras.
En cuanto a los barcos de guerra, la fragata de madera francesa Gloire fue acorazada con una banda de hierro forjado de 121 mm de espesor (1859). El primer barco acorazado de hierro, botado en 1861, fue el barco inglés HMS Warrior con un casco de 114 mm de espesor.

### Construcción remachada
Las primeras uniones fijas de piezas metálicas utilizaron uniones remachadas . Los remaches pueden disponerse de varias maneras, en frío o en caliente.
- El caso más sencillo es el de dos planchas y un único remache. Cada plancha está agujereada y los agujeros en posición coincidente. Hay que introducir el remache en los agujeros hasta que la cabeza con la expansión casi semi-esférica quede bien presionado contra una de las planchas. Lo único que hace falta es remachar la parte cilíndrica del remache que sobresale por el otro lado. Una vez remachado el remache, el jefe que antes era cilíndrico queda de la misma forma que el otro jefe, aprisionando las dos planchas a unir.
- En el remachado en frío, cada remache actúa proporcionando un cierre de forma, sin provocar fuerzas adicionales sobre las piezas unidas.

#### Remachado en caliente
En las primeras épocas de reblament manual, eran necesarios dos operarios. El remache se posicionaba en caliente (al rojo cereza-blanco) y se introducía en los agujeros. El operario que hacía esta operación sostenía firmemente un contra-punzón para permitir el remachado por el otro lado. Desde el otro lado, el segundo operario martilleaba para deformar el extremo cilíndrico que sobresalía de forma aproximada. Este segundo fin se repicaba con un mazo y una matriz o punzón para que adoptara la forma regular definitiva redondeada. En los cascos de barcos era frecuente interponer, entre las dos planchas a unir, un papel untado con mini para asegurar la estanqueidad. En el reblament en caliente, una vez enfriado el remaches, su contracción provoca unas fuerzas de compresión entre las piezas unidas. La unión de las piezas queda asegurada por las fuerzas de rozamiento resultantes entre las superficies en contacto.

### Construcción soldada
Con algunos precedentes desde la Primera Guerra Mundial (gabarra AC 1,320; barco de 420 toneladas Fullagar, en 1920) el primer uso masivo de cascos soldados fecha de la Segunda Guerra Mundial en los barcos de transporte del tipo Liberty. La construcción soldada era un 11% más económica que la construcción remachado y permitía un forro un 30% más ligero.
Al principio hubo problemas de ruptura frágil que hubo que resolver.

## La arquitectura naval en la actualidad

### Resumen del proceso
En la construcción naval moderna cada barco se construye de acuerdo con un proyecto previo. En función de las prestaciones deseadas los ingenieros-arquitectos navales determinan y calculan todos los detalles del futuro construcción.
El casco de un barco tradicional (que navega parcialmente sumergido) debe ser estanco, tener una forma adecuada (que minimice la resistencia al avance) y debe ser estructuralmente resistente a los esfuerzos previstos. También hay que tener en cuenta la estabilidad en todas las condiciones de servicio. En la actualidad la Arquitectura naval es una tecnología científica consolidada que permite el proyecto de barcos con un nivel de garantía suficientemente alto.
- Una de las fases típicas en proyectos importantes, es la fase de pruebas en un canal. Varios modelos del casco, previamente diseñados por ordenador, se someten a pruebas prácticas que permiten comprobar su comportamiento en condiciones reales (con mar plana y con ondas).
  - Estas pruebas prácticas se basan en el Teorema de Pi-Buckingham y en el Número de Froude .

#### Propulsión
El sistema de propulsión, generalmente formado por motores y hélices (o unidades de reacción a base de un chorro de agua), es responsabilidad de un ingeniero naval.

#### Sistemas complementarios
Cada proyecto incluye los detalles de los alojamientos, servicios generales, camarote, bodegas de carga, depósitos de reserva, ... etc. El sistema eléctrico (generador, red de distribución), sistema de agua potable, sistema de aguas residuales y otros, también están incluidos en el proyecto general.

#### Planos constructivos
Un barco consta de muchas piezas. A menudo, de muchos miles de piezas. Cada pieza queda determinada por un plano dibujado previamente.
- En piezas de gran tamaño la escala de los planos debe ser muy grande.
  - Desde los inicios de la Arquitectura naval moderna, había que trazar planos y piezas a escala natural (1: 1). Esta operación requería salas de gran tamaño, llamadas salas de gálibos. [37][38][39]
  - Desde la generalización de los sistemas CAD-CAM, se puede prescindir del sistema de trazado anterior. Cada pieza se puede cortar o mecanizar directamente a partir de su plano digital.

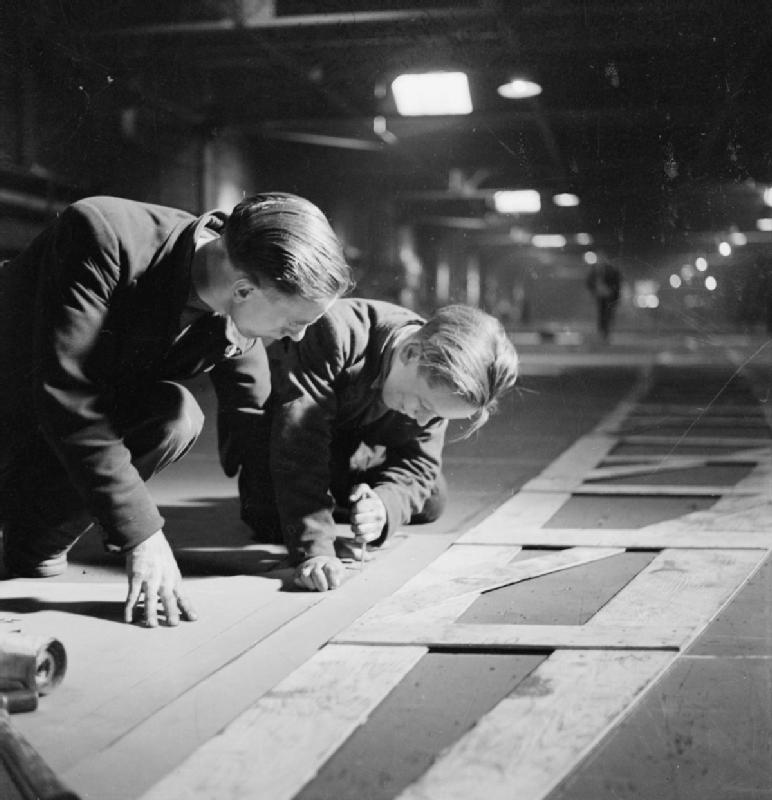
Sala de gálibos a Tyneside Shipyards (1943)
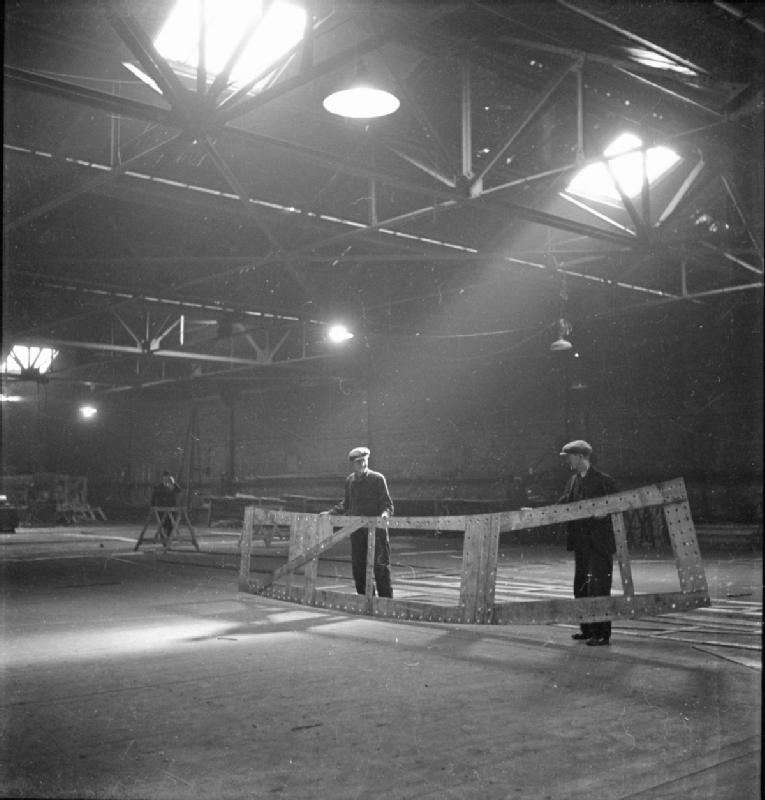
Sala de gálibos a Tyneside Shipyards (1943)

### Grandes astilleros
Los grandes astilleros son las que permiten la construcción de barcos de gran tamaño. Una clasificación arbitraria, basada en la eslora, podría definir una gran astillero a partir de la capacidad de construir barcos de más de 200 metros de largo. Otras consideraciones son posibles.
- Hay que recordar que hay una multitud de barcos de más de 300 metros de eslora. Y algunos de más de 400 metros.

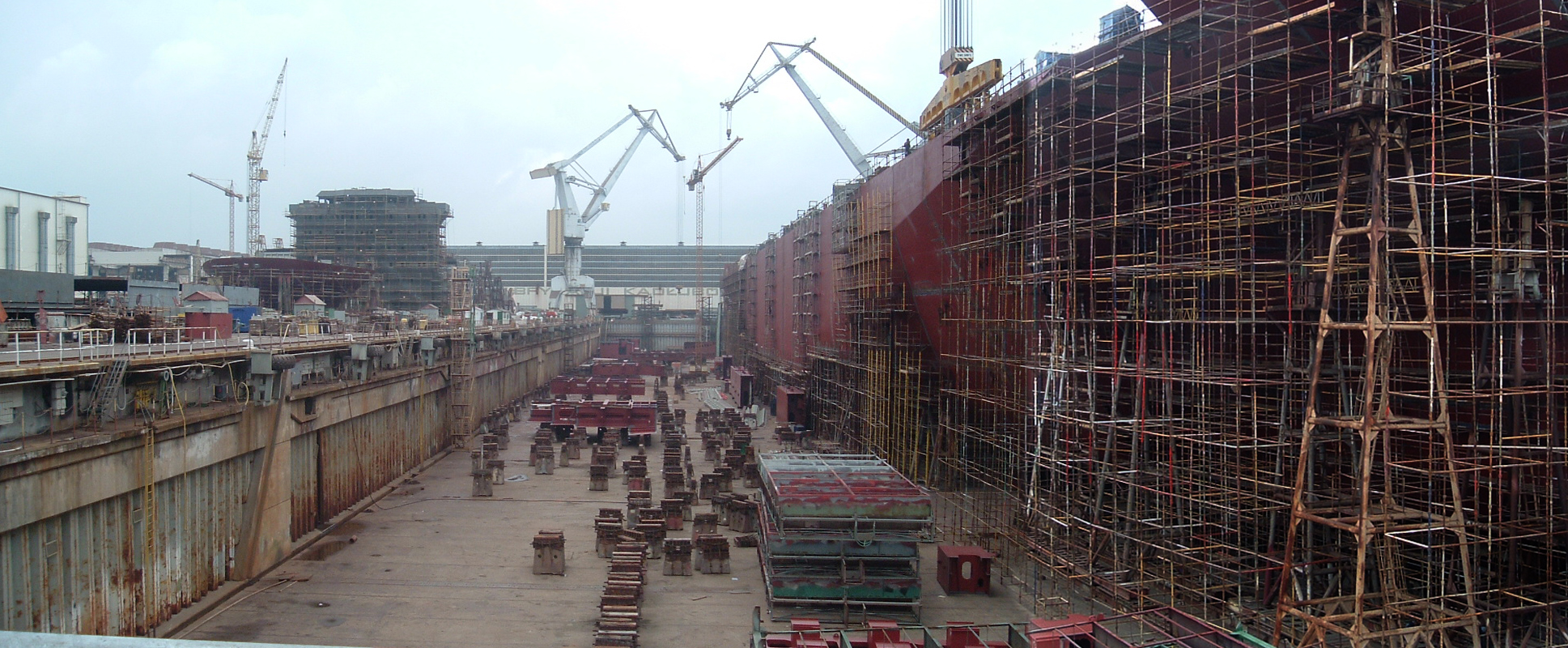
Astilleros Stocznia Gdynia, en Gdynia
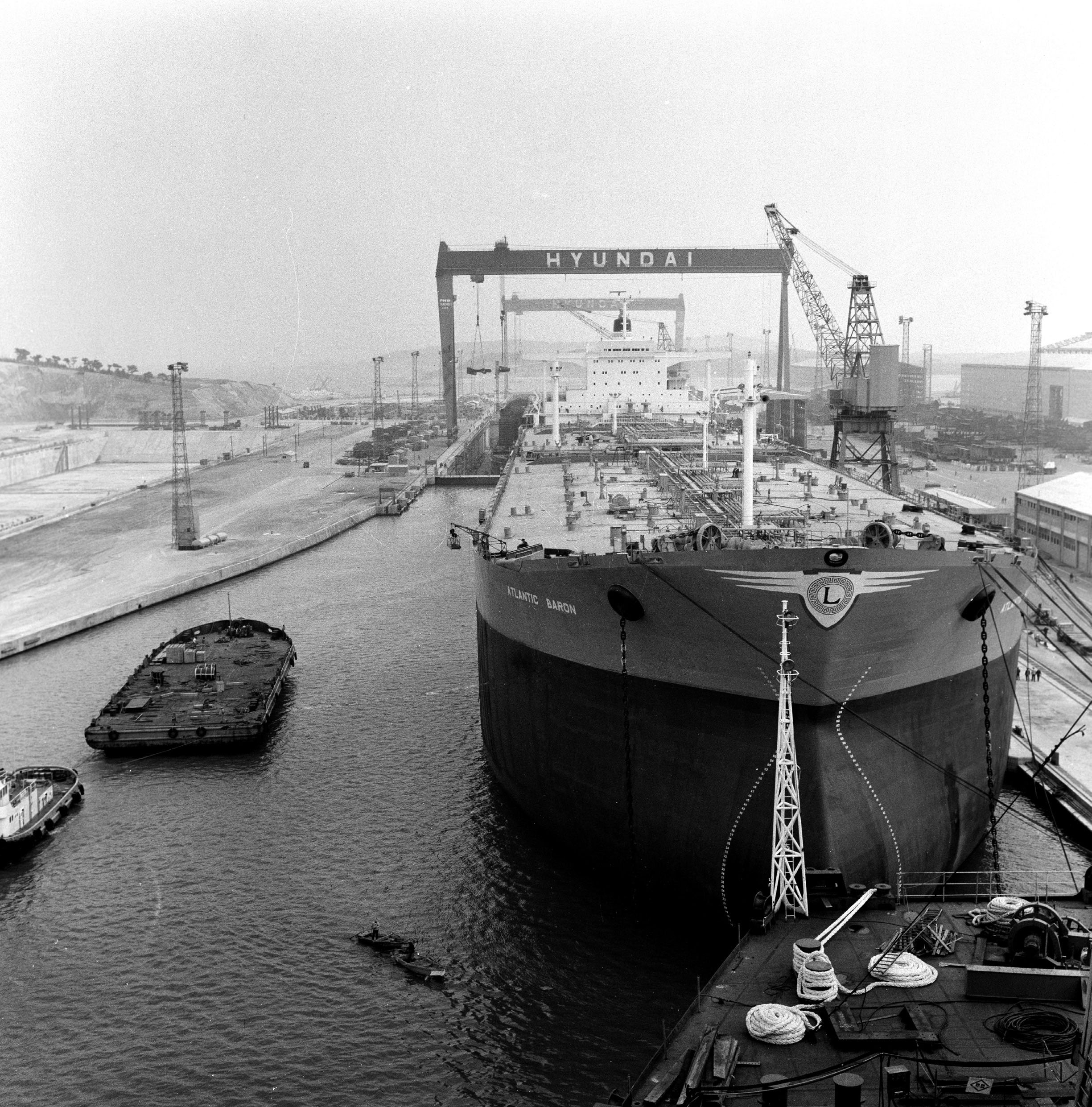
Astilleros de la Hyundai Construction Co. Ltd. (1976)
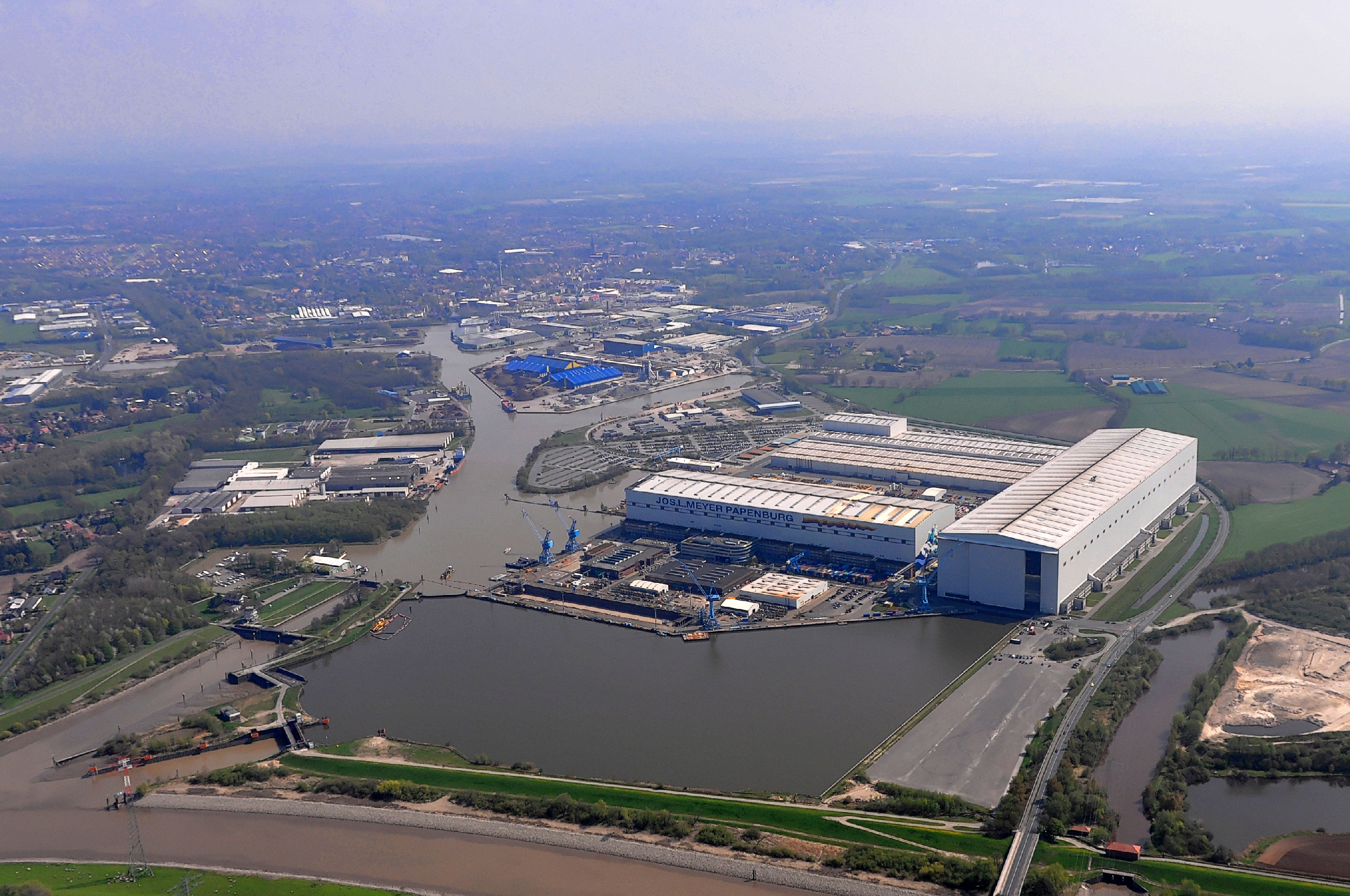
Astilleros Meyer Werft en Papenburg
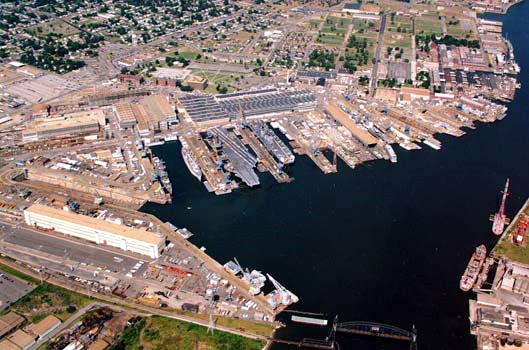
Vista aérea de los astilleros Norfolk Naval Shipyard

#### Aspectos tecnológicos
Una gran astillero ocupa una superficie muy grande, con espacios al aire libre y numerosas naves auxiliares que permiten trabajar en el interior. Los espacios destinados a almacenes también son muy importantes.
- La necesidad de mover piezas o conjuntos de grandes dimensiones y pesos elevados implica la presencia de grúas adecuadas.
- El consumo de energía eléctrica es muy elevado.
- La presencia de muchos trabajadores efectuando tareas potencialmente peligrosas implica una organización adecuada con planes de seguridad muy estrictas.

La construcción moderna se basa a menudo en la fabricación de grandes módulos que pueden ser construidos en instalaciones relativamente lejanas. El montaje final se efectúa al astillero principal.
- El uso de rampas tradicionales ( varaderos ) o diques secos es opcional. Cada astillero está pensada para seguir un sistema determinado.

Desde la Segunda Guerra Mundial el sector de la construcción naval ha experimentado varias crisis. Una gran astillero exige inversiones muy grandes y requiere unos costes de producción competitivos para sobrevivir. Algunas industrias navales europeas, a pesar de importantes ayudas oficiales (por parte de los estados respectivos) no han podido resistir la competencia.
- En España podría analizarse el paso de una construcción naval muy importante en los años 70 del siglo pasado hasta la práctica desaparición de los grandes astilleros.[40]
- En Polonia, combinado con otros factores, el detonante de una revolución se inició con las protestas y huelgas de los trabajadores de los astilleros de Gdansk y la creación del sindicato Solidarność .

### Astilleros para barcos de desplazamiento moderado
Los astilleros con capacidad para construir barcos de entre 100 y 200 metros en longitud, en escala reducida, los mismos problemas y características que el astillero más grande.

### Pequeños astilleros
Las pequeñas astilleros, clasificadas en este artículo con capacidad de construir barcos inferiores a los 100 metros de eslora, presentan una variedad muy grande.
A diferencia de los barcos más grandes, construidos de planchas de acero soldado, las embarcaciones más pequeñas pueden ser de madera, de aluminio o de PRFV (fibra de vidrio).

#### Tipos de barcos
Los barcos más grandes son muy similares en cuanto a las formas de los cascos. Las embarcaciones pequeñas comercializadas actualmente tienen aspectos y concepción muy diferentes entre sí.

### Construcción artesanal
Junto a los astilleros modernas hay constructores artesanos que, tanto en países tecnológicamente avanzados como en sociedades más atrasadas, siguen fabricando embarcaciones de acuerdo con las técnicas tradicionales. Entre los muchos ejemplos posibles pueden recordarse los siguientes:
- Góndola (bote)
- Dado (barco)

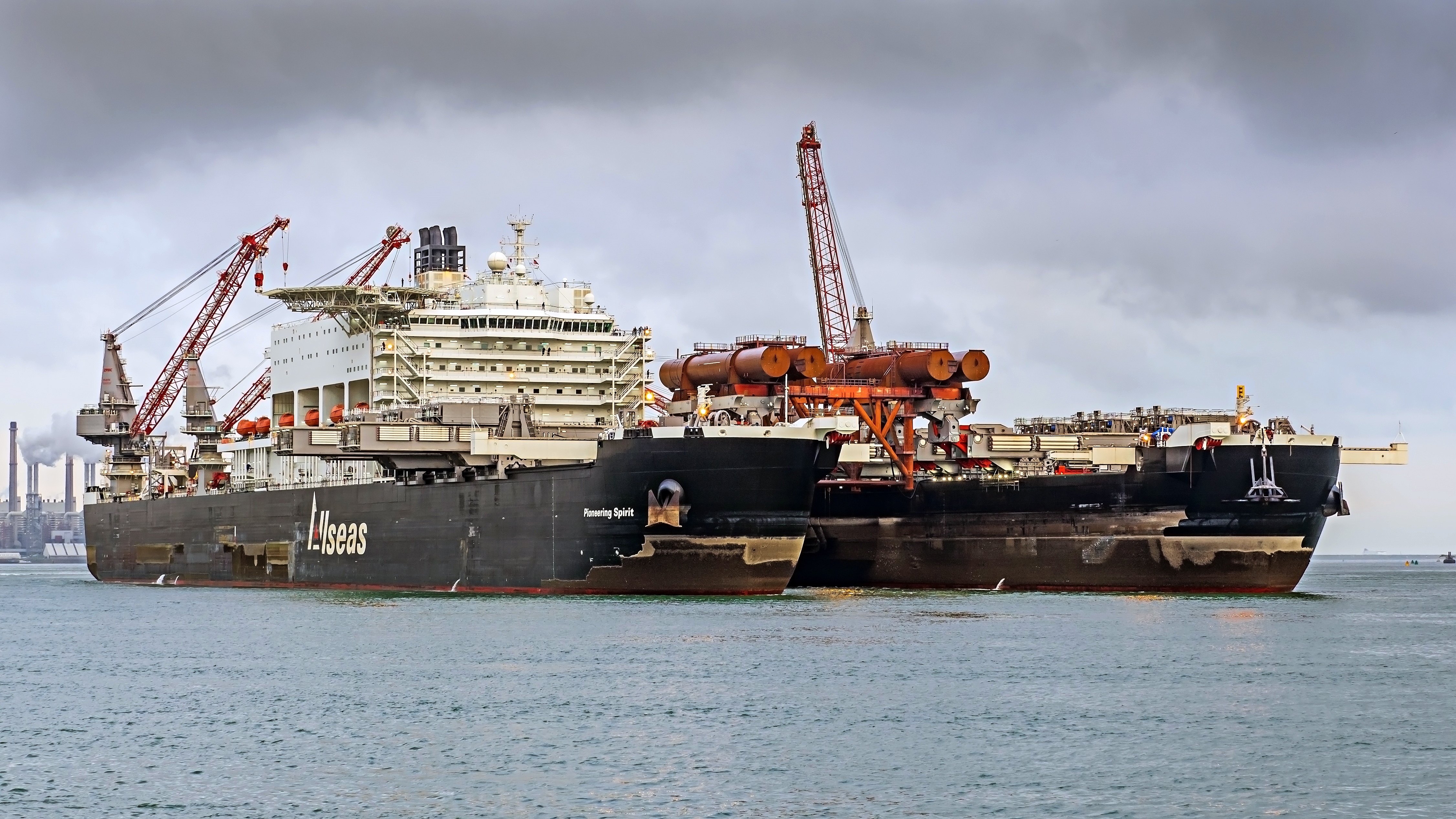
Pioneering Spirit
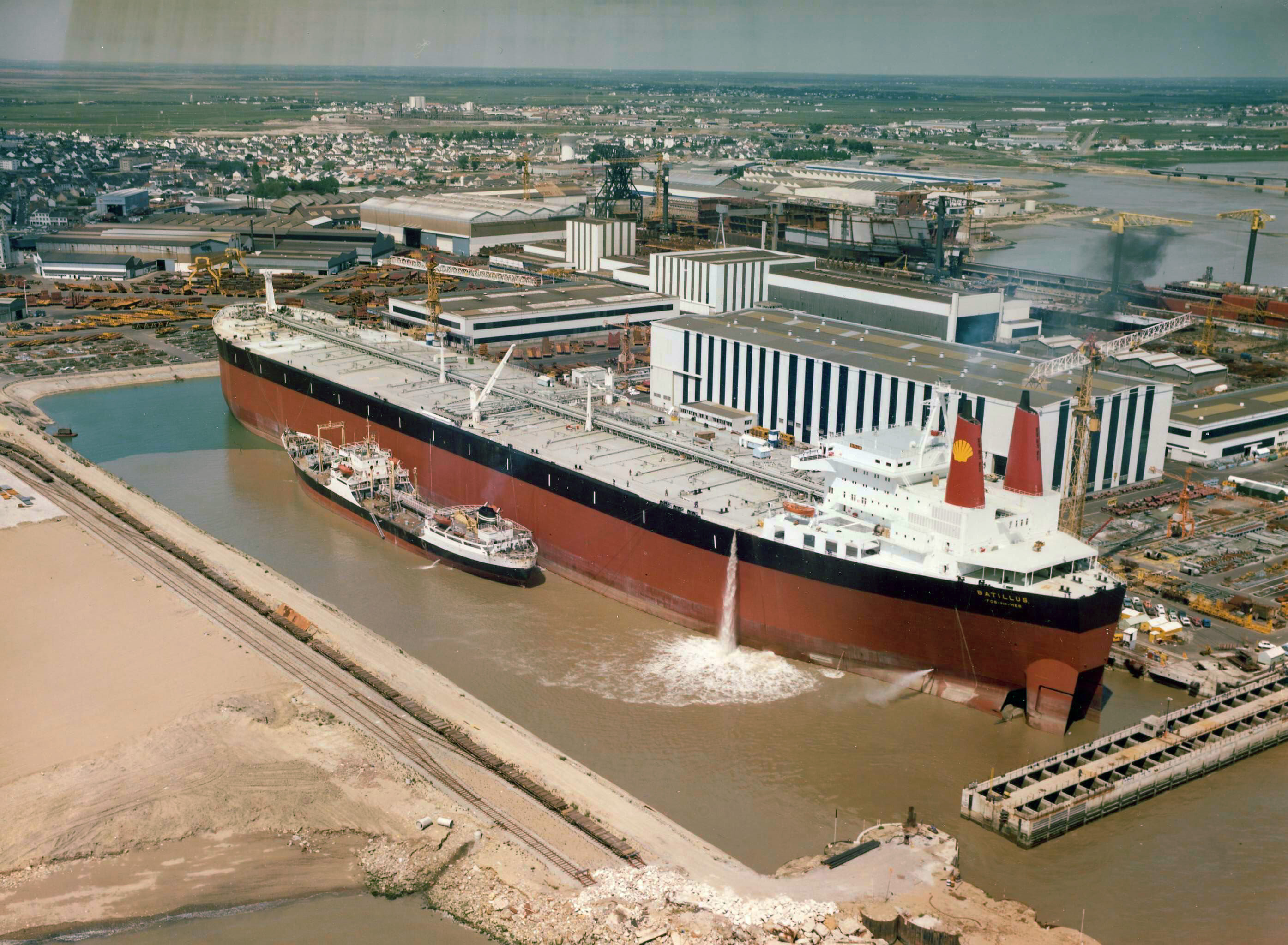
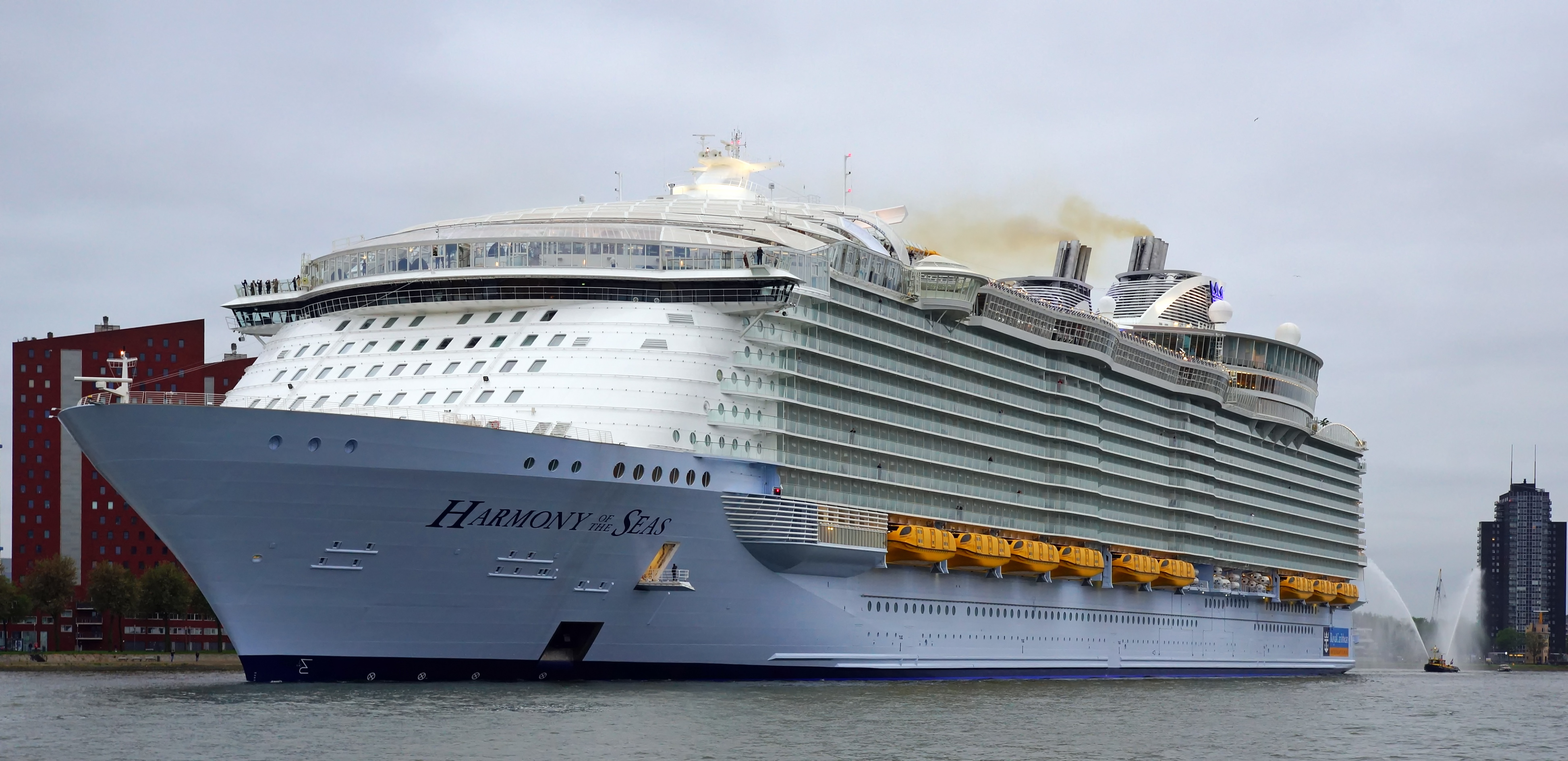
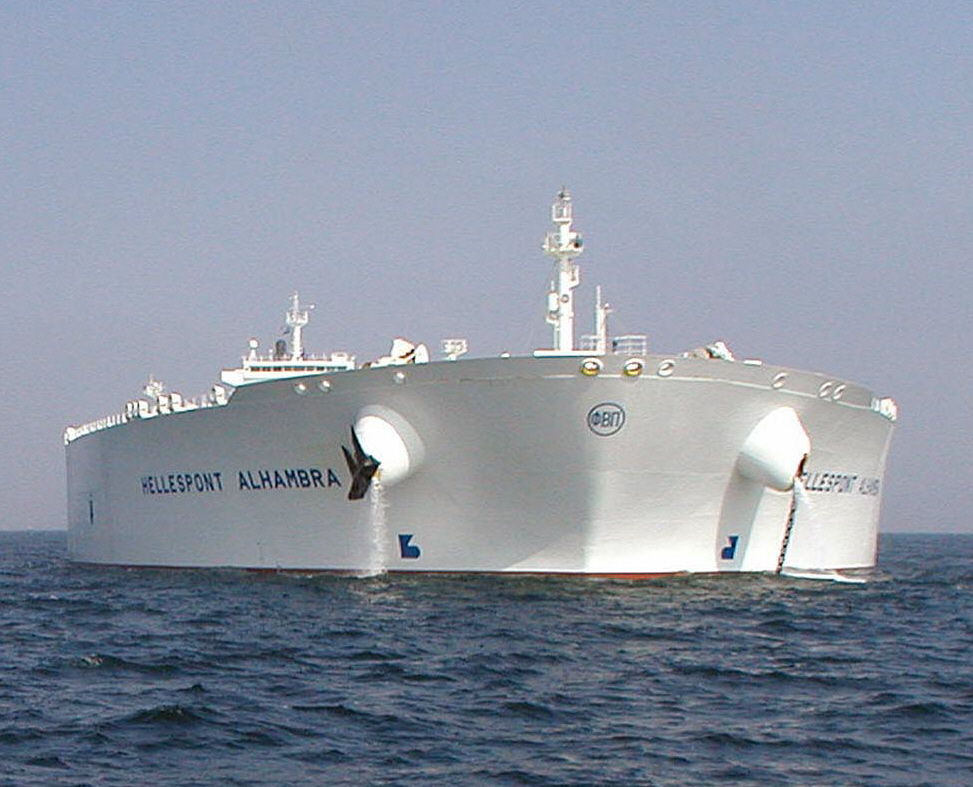

## Cifras de producción
| Construcción naval mundial |               |                                                     |                         |
| Rango                      | País          | Tonelaje construido el 2015 (en miles de toneladas) | Pedidos futuros el 2015 |
| 1                          | China         | 25,160                                              | 35 %                    |
| 2                          | Corea del Sur | 23,270                                              | 21 %                    |
| 3                          | Japón         | 13,005                                              | 27 %                    |
| 4                          | Otros         | 5,000                                               | 17 %                    |

## Astilleros especiales
Según el tipo de embarcaciones construidos hay astilleros con características especiales. Algunos de los tipos de los barcos particulares son los siguientes:
- Submarino
- Submarino nuclear
  - Algunos submarinos tienen el casco de titanio.[43]
- Hidròptero
- Aerodeslizador
- SWATH
- Lun